# Ana María Muñoz Amilibia
Ana María Muñoz Amilibia (Sant Sebastià, 1r de gener de 1932) és una prehistoriadora i arqueòloga espanyola. Entre 1975 i 1990 va exercir càrrecs en la Universitat de Múrcia, com catedràtica d'Arqueologia, Epigrafia i Numismàtica, i directora del Departament de Prehistòria i Arqueologia. Des de 1990 va ser catedràtica de Prehistòria de la Universitat Nacional d'Educació a Distància (UNED) fins a la seva jubilació el 1998.
Ha publicat diversos treballs sobre la història dels Paisos Catalans com La cultura neolítica de los sepulcros de fosa (1965), De coroplastia ibérica: los pebeteros en forma de cabeza femenina (1963) o Fuentes escritas antiguas sobre las Baleares (1974).
Va excavar dos jaciments que de l'actualitat son dos exemplars paradigmàtics de l'arqueologia peninsular: Coimbra del Barranco Ancho on va dirigir un ampli projecte d'investigació entre 1977 i 1983, i Cabezo del Plomo (Mazarrón), on es van excavar diverses cases i un enterrament col·lectiu i es va delimitar la topografia de la muralla.

## Excavacions
Va realitzar una gran quantitat de treballs de camp al llarg de la seva carrera, entre els quals es troben:
- Cueva de los Murciélagos (Zuheros, Còrdova), 1969.[6]
- Cerro del Minguillar (Jaén), antiga Iponoba, 1974-1978.
- Complex ibèric de Coimbra del Barranco Ancho (Jumilla, Múrcia), 1977-1985.
- Poblat eneolític del Cabezo del Plomo, 1979, 1980, 1984 i 1985.

## Publicacions
Muñoz Amilibia té una extensa obra, tant d'articles de revistes científiques com d'obres pròpies i col·lectives. Algunes d'elles són:
- Muñoz Amilibia, Ana María; Cabrera Valdés, Victoria; Ripoll López, Sergio; Ripoll i Perelló, Eduard; et. al.. Prehistoria (en castellà). I. 1a.  Lerko Print, S.A. Universitat Nacional d'Educació a Distància (UNED), 2001. ISBN 84-362-4399-4.
- Muñoz Amilibia, Ana Maria. «Historia de la Arqueología en Lorca». A: Historia de Lorca (en castellà), 1990.